# کرانزبورگ (داکوتای جنوبی)
کرانزبورگ(به انگلیسی: Kranzburg) شهری در ایالت داکوتای جنوبی کشور ایالات متحده آمریکا است که جمعیت آن در سرشماری سال ۲۰۱۰ میلادی، ۱۷۲ نفر بوده‌است.